# Gaius Iulius Asper
Gaius Iulius Asper (* in Attaleia; † nach 216) war ein römischer Politiker und Senator zum Ende des 2. und Anfang des 3. Jahrhunderts n. Chr.
Asper stammte aus Attaleia. Seinen ersten Konsulat hatte Asper unter Commodus inne. Prokonsul der Provinz Africa war er anscheinend im Amtsjahr 200/201 oder 204/205. Durch ein Militärdiplom, das auf den 30. August 212 datiert ist, ist belegt, dass Asper zusammen mit seinem Sohn Gaius Iulius Camilius Asper im Jahr 212 ordentlicher Konsul war; gleichzeitig war er Praefectus urbi (noch vor 1. Januar 212). Asper fiel noch im gleichen Jahr in Ungnade und wurde zusammen mit seinem Sohn verbannt. Später wieder begnadigt, wurde er für das Jahr 217/8 noch von Caracalla zum Prokonsul der Provinz Asia bestimmt, aber durch Macrinus am Betreten seiner Provinz gehindert, angeblich wegen seines Alters und seiner Krankheit, und durch Quintus Anicius Faustus ersetzt.